# Bryan Clay
Bryan Ezra Tsumoru Clay (nacido el 3 de enero de 1980) es un decatleta estadounidense y medallistas olímpico de oro en Pekín 2008 y medallista olímpico de plata de Atenas 2004.

## Biografía
Clay nació en Austin, Texas pero se crio en Hawái. Clay es descendiente de japoneses y afroamericanos. En 1998 Clay se graduó de la Preparatoria James B. Castle (Kaneohe, Hawái).  Después de competir en atletismo en su secundaria, y entrenado por Dacre Bowen y Martin Hee, él fue a la Universidad de Azusa Pacific, donde compitió en la Asociación Nacional de Atletas Intercolegiales y fue entrenado por Kevin Reid.
Clay ganó una medalla de oro en los Juegos Olímpicos de Atenas 2004, y quedó en primer lugar en el Campeonato mundial de Atletismo de 2005, y una medalla de oro en los Juegos Olímpicos de Pekín 2008 en decatlón.

## Logros
- Atletismo en los Juegos Olímpicos de Pekín 2008 - medalla de oro
- Campeonato Mundial de Atletismo en Pista Cubierta de 2008 - medalla de oro
- Campeonato Mundial de Atletismo de 2005 - medalla de oro
- Decatlón masculino - medalla de plata
- Campeonato Mundial de Atletismo en Pista Cubierta de 2004 - medalla de plata

## Mejores resultados
- 100 m - 1
- 200 m - 1
- 400 m - 1
- 110 metros vallas - 1
- 1500 m - 4:38.93
- Salto de longitud - 7.96
- Salto de altura - 2.10
- Salto con garrocha - 5.15
- Lanzamiento de peso - 16.27
- Lanzamiento de disco - 55.87
- Lanzamiento de jabalina - 72.00
- 60 m - 6.65
- 60 m vallas - 7.77
- 1000 m - 2:49.41
- decatlón - 8832
- heptatlón - 6371